# Агинские буряты

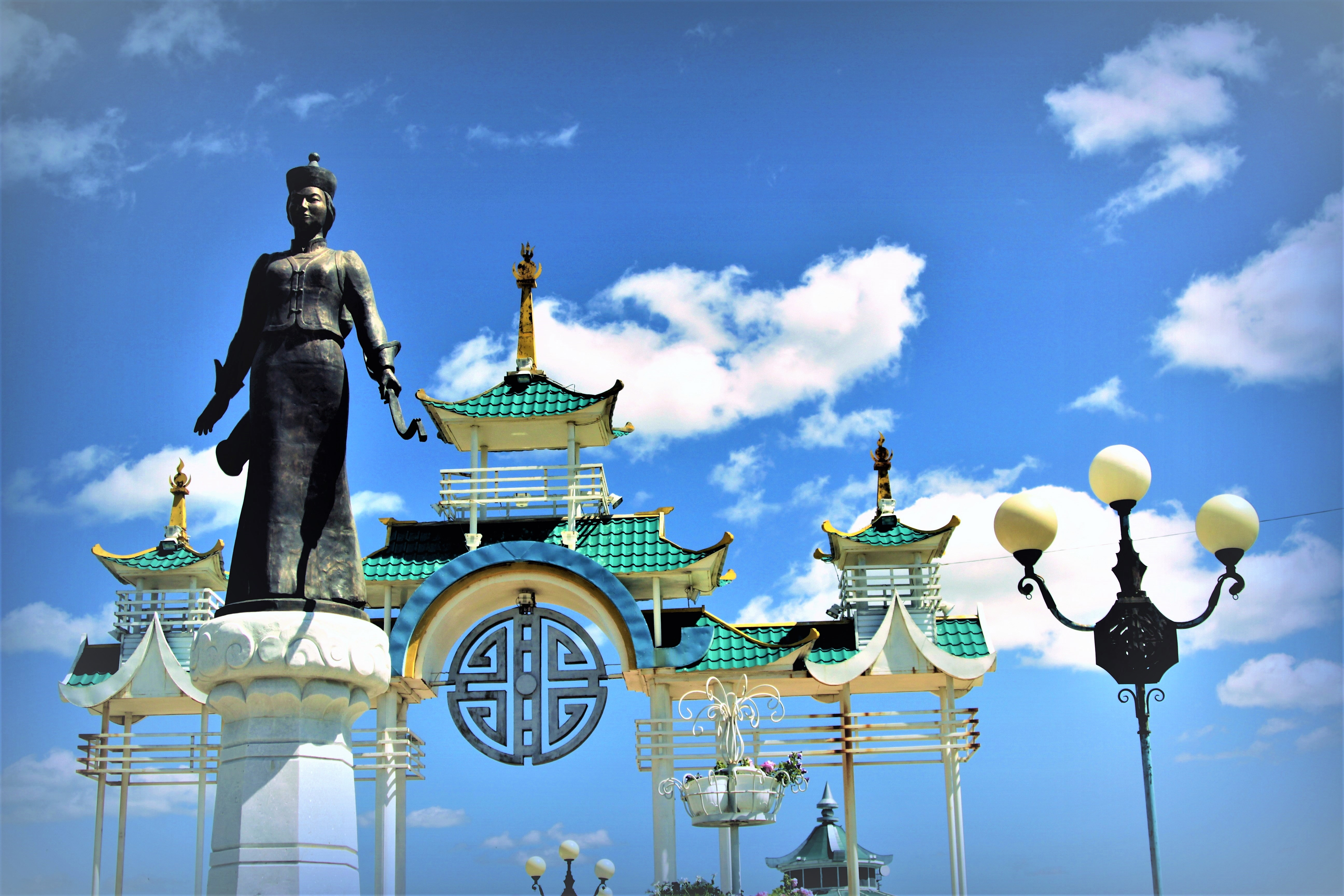
Скульптура Бальжин-хатан на въезде в п. Агинское

Аги́нские буря́ты (бур. Агын буряадууд, Агын зон) — территориально обособленная этническая группа бурятского народа, сложившаяся в рамках автономного самоуправляемого сообщества в Агинской степи и сопредельных территориях.
В настоящее время составляют большинство населения Агинского Бурятского округа. Также расселены в Борзинском, Оловянинском, Забайкальском районах Забайкальского края, где составляют большинство бурятского населения. В результате вынужденной миграции в начале XX века образовались диаспоры агинских бурят за пределами исконного района проживания: в северных сомонах Дорнод аймака Монголии и в местности Шэнэхэн на территории Китайской Народной Республики. В XX веке агинские буряты начали переселяться в такие города, как г. Улан-Удэ республики Бурятия и г. Улан-Батор республики Монголия.
Язык агинских бурят характеризуется некоторыми особенностями в фонетике и выделяется в отдельный агинский диалект в составе хоринской диалектной группы бурятского языка. Являлся основой литературной нормы бурятского языка в качестве составной части хоринской диалектной группы в первой половине XX века, но во второй половине XX века в качестве литературной нормы бурятского языка был принят диалект жителей восточных районов республики Бурятия.  
Верующие агинские буряты являются буддистами и шаманистами. До распространения буддизма в основном являлись приверженцами шаманизма. Массовое распространение буддизма среди агинских бурят началось в XVIII веке. В начале XIX века началось строительство стационарных монастырских комплексов буддизма. Агинский и Цугольские дацаны стали крупнейшими религиозными, образовательными и книгопечатными центрами Этнической Бурятии. 
Этническим центром является Агинское, крупнейшее поселение в пределах России с преимущественно бурятским населением. Важнейшими религиозными центрами являются Агинский дацан, Цугольский дацан и гора Алханай. Выдающиеся выходцы из агинских бурят сделали значительный вклад в формировании национальной государственности, литературы и культуры бурятского народа.

## Этническая история

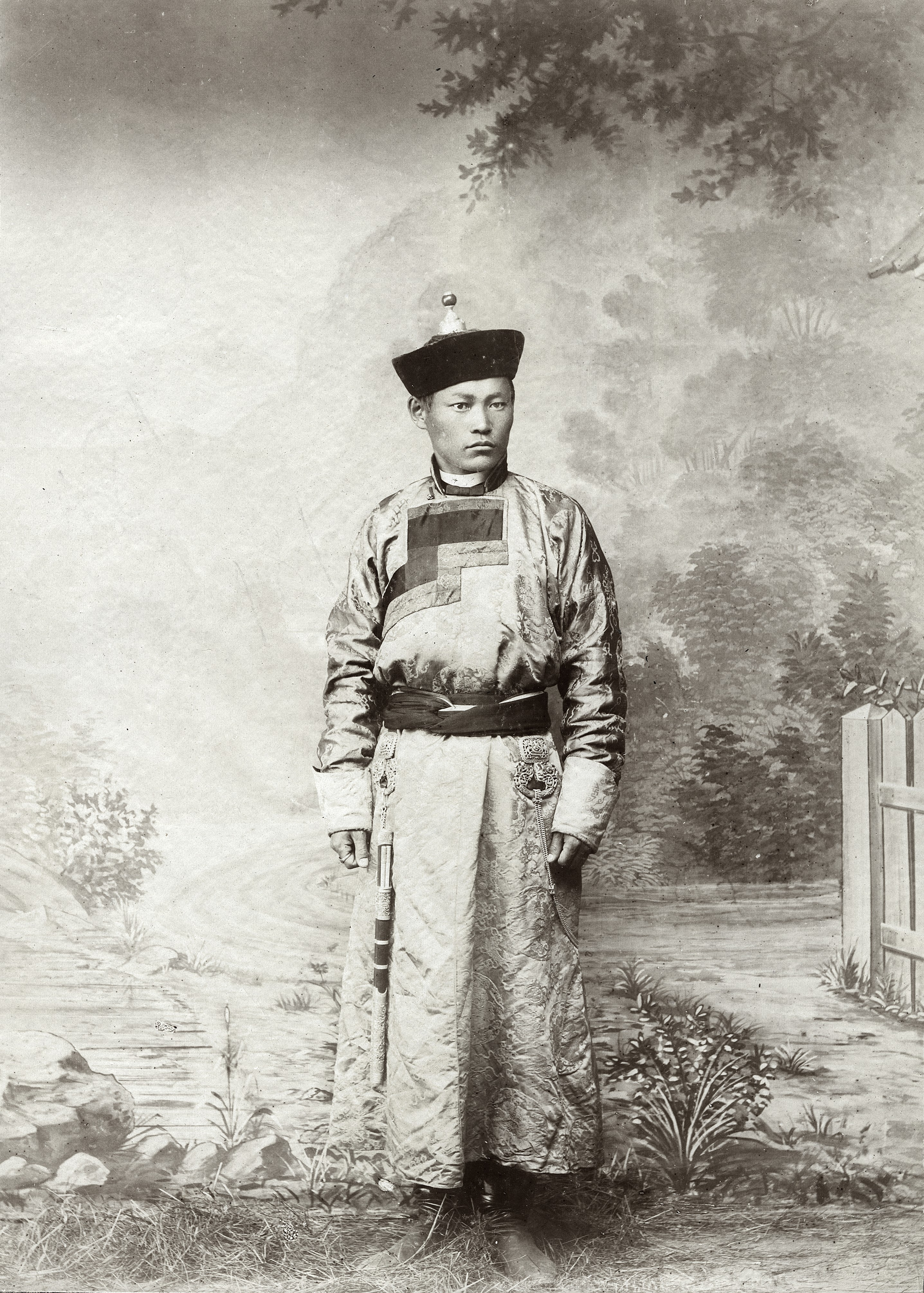
Бурят в национальном костюме

Вторжение русского государства на бурятскую землю послужило причиной масштабных перемещений населения и разделения бурятского народа на различные группы, разделённые государственными, административными границами. Именно с этого момента можно выделить историю части бурятского народа, из которой позднее сформировались агинские буряты.
Ко времени появления русских бо́льшую часть Забайкалья населяла группа бурят, выделяемых С. А. Токаревым в группу забайкальских бурят. Советские этнографы С. А. Токарев и Б. О. Долгих, занимавшиеся вопросы расселения бурят в XVII веке, считали, что забайкальские буряты являются предками хори-бурят.   
Первые сведения, собранные казаками о населении Забайкалья, говорят о том, что долину реки Онон населяли буряты, там они жили наряду с монголами и эвенками. Бурятские кочевья занимали также верховье реки Шилка, где располагалось кочевье крупного бурятского князя Турухая табунанга. Турухай табунанг был главой забайкальских бурят, также являлся зятем Сэцэн хана. В 1646 году, после неудачной для северомонгольских ханов битвы с маньчжурами, ставки Тушету хана и Сэцэн хана переместились в долину Селенги. Вероятно, именно поэтому кочевье Турухая табунанга первое время русскими локализуется в долине Селенги и Уды, но уже в начале 1650-х годов его ставка перемещается обратно в его кочевья в верховьях Шилки.   
Спор между С. А. Токаревым и Б. О. Долгих возник по поводу самоназвания забайкальских бурят в XVII веке. Спор был вызван тем, что источники не сообщают никаких сведений об их племенном происхождении.   
Долгих считал, что эти буряты называли себя хоринцами. По его мнению, кроме хоринцев, никого не могли называть «братскими людьми» в Забайкалье в это время.   

Токарев считал, что забайкальские буряты отказались от племенного деления. Такая особенность выделяла их от остальных бурят, для которых характерно наличие собственных племенных этнонимов. По его мнению, этноним «хори» только позднее был принят в качестве самоназвания забайкальских бурят. Изначально сами хоринцы вообще не жили в Забайкалье, а расселялись на северо-западном берегу Байкала и верховьях Лены вплоть до 40-х годов XVII века. И лишь после конфликта с русскими начали переселяться на восточный берег Байкала, где их этнонимом впоследствии русские начали называть группу забайкальских бурят.  

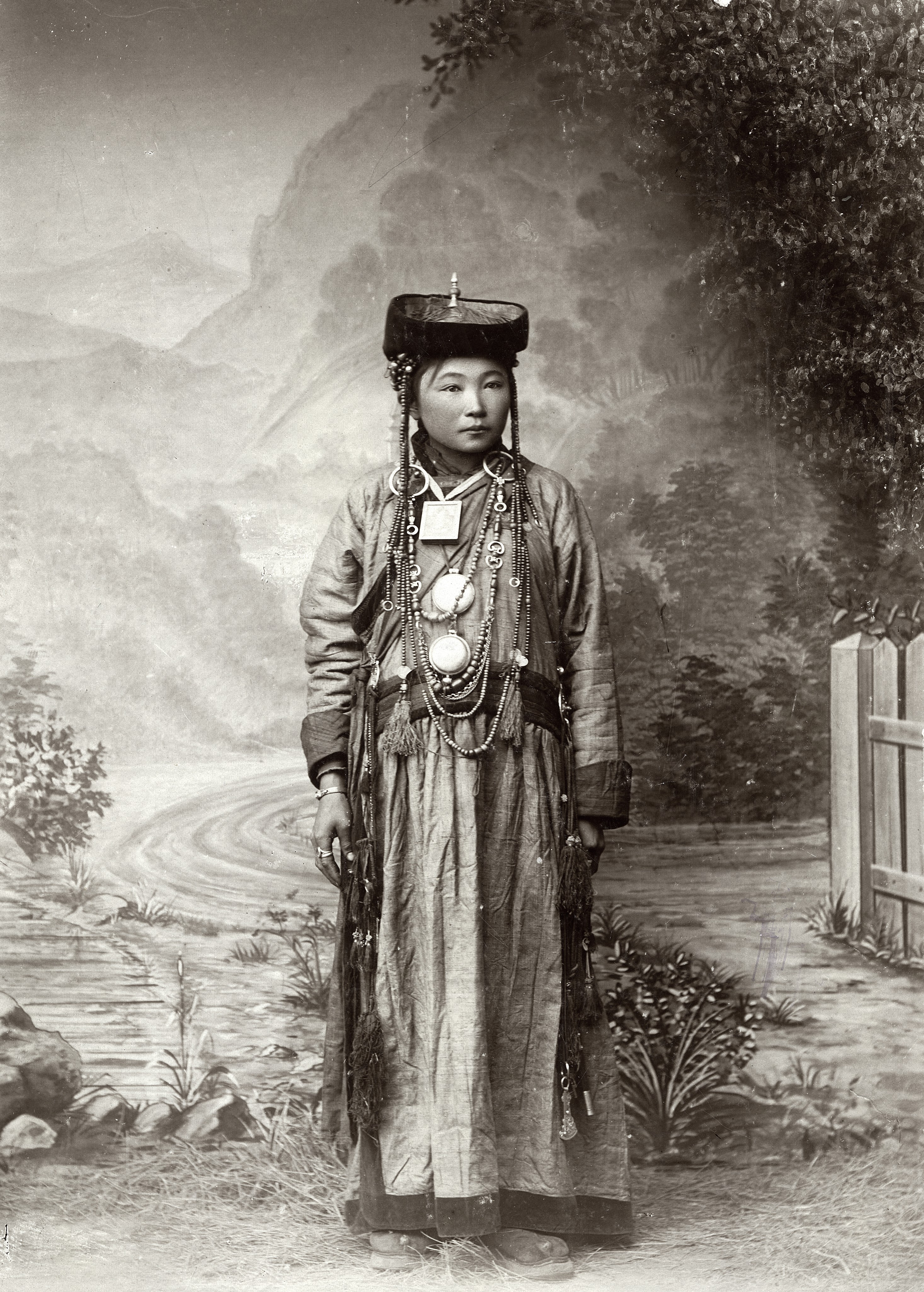
Агинская бурятка начало XX века

В 1650-х забайкальские буряты перекочёвывают из Забайкалья на территорию современного Хулун-Буира (Барга). В дальнейшем эта группа бурят вплоть до середины 1730-х годов то уходит из Забайкалья в Баргу, то возвращается.
Предки агинских бурят начали заново осваивать земли в междуречье Ингоды и Онона в XVIII веке. Точная дата и место, откуда происходило переселение до сих пор точно неизвестна. 
Бурятские летописи утверждают, что местом откуда происходило заселение Аги является территория нынешней республики Бурятия, откуда хоринцы начали переселяться волнами со времён их делегации к Петру I в 1703 году или после разграничения границ с Китаем в 1727 году. В качестве времени очередной волны переселения Вандам Юмсунов указывает 1749 год, когда некоторые буряты из-за нехватки земель, вследствие захвата их русскими, вынуждены были переселяться в Агу. Но версии бурятских летописей противоречит свидетельствам Г. Ф. Миллера, в которых показано, что хори к 1735 году в основном расселялись на территории нынешней республики Бурятия. Притом приведённая Миллером численность хоринцев в 1741 человек мужского пола, в соотношении с землёй, которой они владели, делает сомнительной какую-либо необходимость в освоение новых земель этой группой бурят в ближайшем будущем. Если учитывать, что удивительным образом численность хоринцев к 1762 году увеличивается до 11490 человек мужского пола, то можно предположить, что переселение происходило из другого региона, а именно с территории соседней Халхи. В любом случае, исследовавший Забайкалье в 1772 году П. С. Паллас уже упоминает бурят, кочевавших между Ингодой и Ононом.
Массовое переселение бурят из Халхи, ушедших ранее из Забайкалья, происходило в 30-х годах XVIII века. Но в силу договорённостей с империей Цин российские власти вынуждены были, как правило, отправлять их обратно. Кроме того, некоторые путешественники отмечают постоянный наплыв бурятского населения на территорию Восточного Забайкалья из Халхи на протяжении всего XVIII века.
Что касается утвердившейся в бурятской историографии мнения, что заселение Агинской степи бурятами происходило в начале XIX века, то считается, что причиной переселения бурят с долины Ингоды в Агинскую степь был указ царского правительства, заинтересованного в колонизации земель в Сибири. Хотя факт такого указа и вызванного им переселения бурят не может подвергаться сомнению, но детали говорят несколько об ином, чем принято считать в бурятской историографии. В качестве земель для колонизации русскими крестьянами была найдена земля по течению Ингоды, заселённая бурятами, подчинёнными хоринскому тайше. Но в качестве замены утраченных бурятами земель царским правительством были предложены земли по правую сторону Онона (современный Борзинский район и другие) и земли на территории современного Акшинского района, но не Агинская степь, как это утверждается некоторыми бурятскими исследователями. Стоит отметить, что царские чиновники договаривались не с жившими там бурятами, а с хоринскими тайшами. Заключённый договор об обмене привёл к разделу земель хоринских бурят на две части, которые отныне были разделены владениями русских переселенцев. В дальнейшем это послужило одной из причин выхода агинских бурят из состава Хоринской степной думы.
По летописи Тугулдура Тобоева, для бурят Аги было изначально создано три мирских избы[неизвестный термин], из которых продолжила существование только одна Харгуйтуйская мирская изба с 1780 года, ставшая основой посёлка Агинское. В 1822 году в центре земель хоринских бурят была создана Хоринская степная дума. Буряты Агинской степи также подчинялись этой думе. Но из-за территориальной удалённости от центра степной думы, а также, как сообщает Тугулдур Тобоев, из-за различных злоупотреблений хоринских родоначальников относительно бурят Аги, по просьбе агинских бурят для них была создана отдельная Агинская главная инородная управа, которая всё ещё продолжала подчиняться Хоринской степной думе. Но из-за продолжавшихся просьб агинских бурят при этом отмечается, что в этом движении участвовало практически все население Агинской степи, Агинская главная инородная управа была переведена из Верхнеудинского округа, под ведомством которого находилась Хоринская степная дума, в Нерчинский округ. А через два года и вовсе из Агинской главной инородной управы была образована отдельная Агинская степная дума, включающая в себя 6 инородных управ. Агинская степная дума появилась позднее всех остальных бурятских степных дум, но, в отличие от них, возникла не по «указке сверху», а в результате борьбы группы бурят за самоуправление и автономию.
Национальное движение в основном являлось реакцией на ликвидацию института степных дум и резкое ограничение земельных владений забайкальских бурят царской администрацией, которое проводилось в рамках волостной реформы.
Из обращения губернатора Забайкальской области Надарова к бурятам о необходимости реформы:
Опять, буряты, я вынужден обратиться к вам со словом вразумления, особенно к агинским бурятам… Реформа проводится бесповоротно и неповинующиеся ей или противодействующие понесут строгое наказание. Уже я приговорил несколько человек бурят к тюремному заключению, а некоторых и к высылке на жительство в Верхнеангарск на срок до пяти лет. Опомнитесь, буряты, примите спокойно и с благодарностью даруемую государем императором для вашего блага реформу и не заставляйте меня и далее накладывать суровые взыскания на неповинующихся и противодействующих бурят.
Несмотря на сопротивление бурят, волостная реформа всё же была проведена. Впоследствии это привело к вынужденному переселению в Халху-Монголию около трети всех агинских бурят за период 1908—1914 гг. Гражданская война явилась причиной ещё одной волны миграции сначала в Халху, затем в Баргу.
В 30-е годы в России многие представители агинских бурят были репрессированы. Кроме того, некоторые земли с бурятским населением были выведены из Агинского Бурятского автономного округа. В Монголии агинские буряты были подвергнуты этническим чисткам (см. дело Лхумбэ, репрессии в Монголии).
В 2008 году автономия агинских бурят была упразднена путём объединения с Читинской областью в новый субъект Российской Федерации — Забайкальский край.

## Расселение и численность

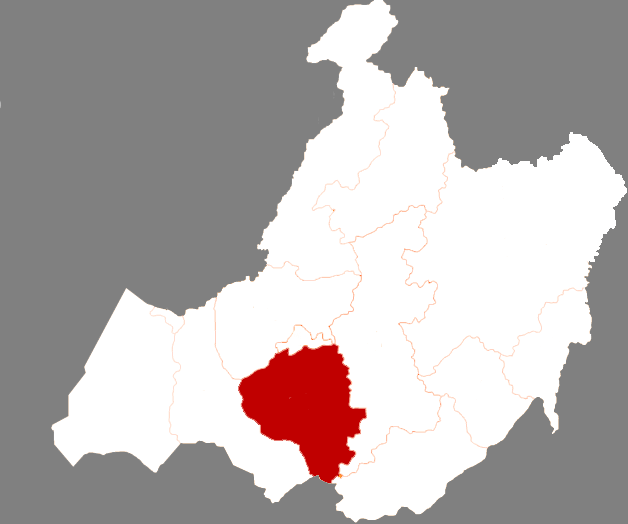
Расположение Эвенкийского хошуна в Хулун-Буире

В основном населяют территорию Агинского Бурятского округа. Также проживают в муниципальных образованиях Забайкальского края (Борзинский район, Забайкальский район, Оловяннинский район, г. Чита и др.), Республики Бурятия (около 20-30 тысяч, практически все проживают в городе Улан-Удэ), Монголии (расселены компактно в северных сомонах: Баян Уул, Баяндун, Дашбалбар, Цагаан Обоо аймака Дорнод, также живут в г. Улан-Батор, г. Чойбалсан и Сэлэнгэ аймаке), КНР (проживают в Восточном и Западном сомонах местности Шэнэхэн Эвенкийского хошуна городского округа Хулун-Буир АРВМ).
По переписи населения 1897 года численность этнотерриториальной группы агинских бурят составляла примерно 40 тысяч человек. В настоящее время в муниципальных образованиях совокупная численность бурят, где агинские буряты составляют абсолютное большинство бурятского населения, составляет больше 100 тысяч человек. Также агинские буряты составляют заметную часть бурятского населения г. Улан-Удэ и г. Улан-Батор. 
Численность бурят по регионам, в которых агинские буряты составляют абсолютное большинство бурятского населения
|      | Агинская степная дума, Агинский округ | Читинская область | Улзгольский Бурятский хошун, Дорнод аймак | Шэнэхэн    |
| ---- | ------------------------------------- | ----------------- | ----------------------------------------- | ---------- |
| 1837 | 16000                                 |                   |                                           |            |
| 1869 | 26484                                 |                   |                                           |            |
| 1883 | 29863                                 |                   |                                           |            |
| 1895 | 36181                                 |                   |                                           |            |
| 1897 | 39209                                 |                   | неизвестно                                |            |
| 1908 | 30505                                 | 4429              | 2387                                      |            |
| 1917 |                                       |                   | 4500                                      |            |
| 1921 |                                       |                   |                                           | 700        |
| 1923 |                                       |                   | 4439                                      |            |
| 1926 | 27691                                 |                   |                                           |            |
| 1928 |                                       |                   | 8475                                      |            |
| 1931 |                                       |                   |                                           | 3000       |
| 1939 |                                       | 33367 (с Агой)    |                                           |            |
| 1949 |                                       |                   |                                           | около 2300 |
| 1959 | 23374                                 | 16582             |                                           |            |
| 1970 | 33117                                 | 18512             |                                           |            |
| 1979 | 35868                                 | 20635             | 10.5 тыс.                                 |            |
| 1989 | 42300                                 | 24325             |                                           |            |
| 1999 | 43200                                 |                   |                                           |            |
| 2002 | 45149                                 | 25308             |                                           |            |
| 2010 | 50125                                 | 27542             | 17196                                     | около 8000 |

## Язык
Бурятский язык имеет несколько диалектов. Самым крупным из них является хоринский диалект, на основе которого был создан литературный бурятский язык. Но уже в XIX веке исследователи отмечали существование в хоринском диалекте различных говоров. Одним из таких является говор агинских бурят, сформировавшийся в результате длительного анклавного существования и влияния языков соседних этносов.
В 1930 году Н. Н. Поппе посетил Агинский аймак. Он отметил фонетические особенности агинского говора и указал что он мало чем отличается по морфологии от хоринского говора, исследованного А. Рудневым.
В настоящее время в составе хоринского диалекта выделяют хоринский, агинский, тугнуйский (или тугнуйско-хилокского), североселенгинский (или ближнеселенгинский) говоры.
Исследователи отмечают, что язык агинских бурят подвергся незначительному влиянию монгольского и хамниганского языков.
В Монголии в результате постоянного влияния монгольского языка в речи бурят можно обнаружить сильные фонетические, морфологические и лексические изменения. Хотя некоторые наблюдатели отмечают, что, к примеру, агинские буряты Дашбалбар сомона Дорнод аймака говорят практически на чистом бурятском, в отличие от хоринских бурят Дадал сомона Хэнтий аймака.
По результатам микропереписи, проведённой в 1994 году на территории Читинской области и Агинского Бурятского автономного округа, было выявлено, что в семейно-бытовой сфере только 78 % агинских бурят используют бурятский язык. Считали его родным языком 94 %, а использовали бурятский язык, как язык общения на работе, только половина из агинских бурят.

## Религия
В опросе проведённом среди жителей Агинского округа на вопрос о своей вере буряты отнесли себя главным образом к верующим (77,1 %) и колеблющимся (16 %). Подавляющее большинство бурят являются буддистами (93,8 %). Многие считают положительным фактором культуры то, что эта религия связана с этничностью бурят (53,4 %). Важным показателем наличия и действия этнических идентичностей является участие бурят в проведении этнической и религиозной обрядности; 43,8 % отметили, что регулярно участвуют в проведении религиозных обрядов.

## Родовой состав
В составе агинских бурят традиционно выделяют 8 хоринских родов: харгана, хуасай, галзууд, сагаангууд, шарайд, хубдууд, бодонгууд и хальбан. Кроме этого в составе агинских бурят отмечены другие бурятские роды (худай, сахалтуй и др.), которые обычно не упоминаются из-за своей малочисленности в составе агинских бурят. По соседству с агинскими бурятами проживают ононские хамниганы. 